# Charkowe (obwód czernihowski)
Charkowe (ukr. Харкове) – wieś na Ukrainie, w obwodzie czernihowskim, w rejonie pryłuckim, w hromadzie Tałałajiwka. W 2001 liczyła 379 mieszkańców, spośród których 366 wskazało jako ojczysty język ukraiński, a 13 rosyjski.

## Urodzeni
- Wasilij Drozdienko